# Mănăstirea Cassius

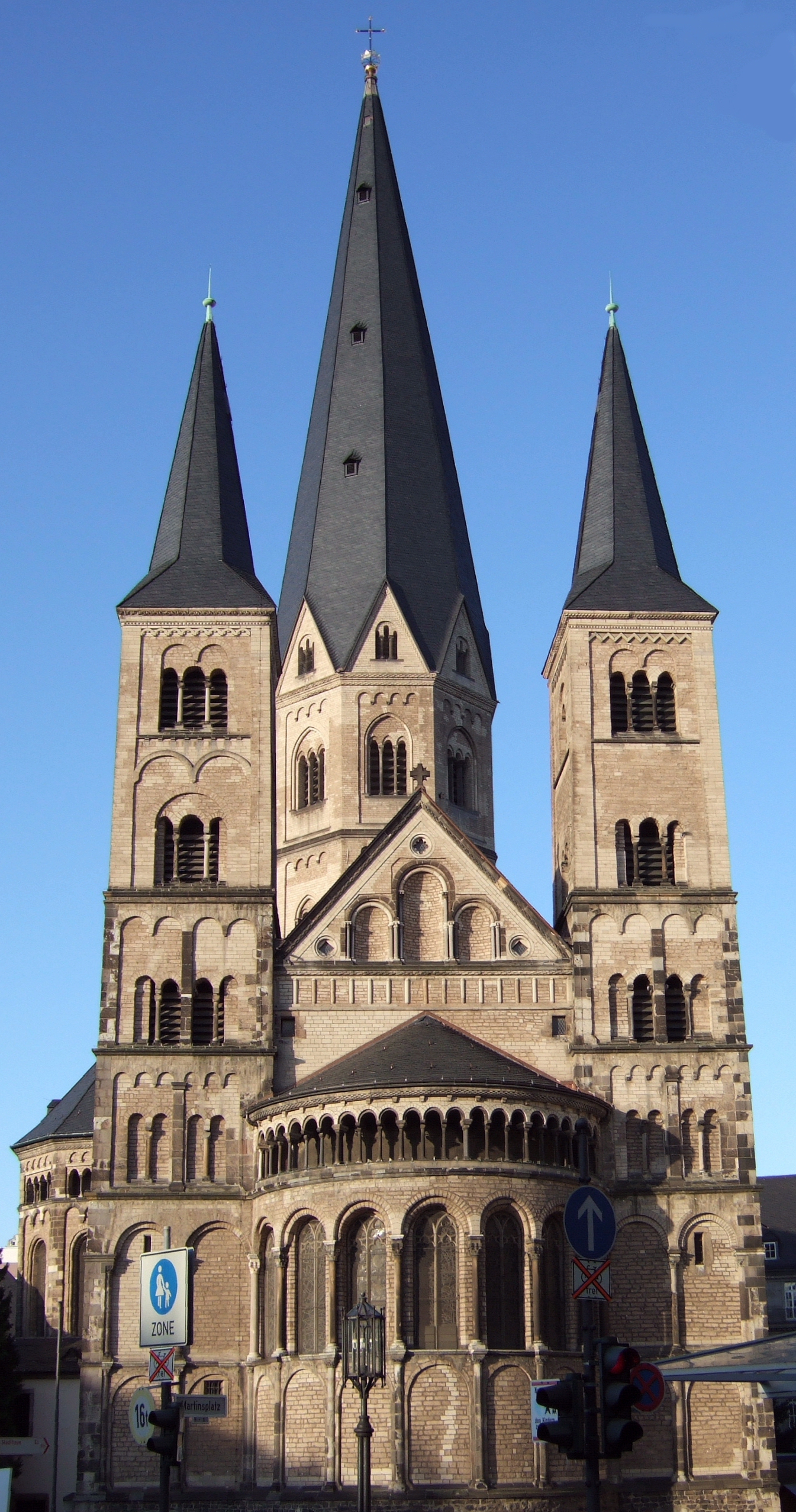

Mănăstirea Cassius a fost probabil întemeiată în Bonn la sfârștul secolului al VIII-lea. Principalul lăcaș de cult al mănăstirii a fost Biserica Mănăstirii din Bonn, cu hramul sfinților Cassius și Florentius. Numele așezământului provine de la martirul Cassius, al cărui mormânt și ale cărui relicve se află, după legendă, la temelia bisericii.